# As-Sufla
As-Sufla, auch Tolka (arabisch الجزيرة السفلى, DMG al-Ǧazīra as-Suflā oder تولكا, Low Islet, Île Basse) ist eine unbewohnte Insel, der zu Dschibuti gehörenden Inselgruppe der Sawabi-Inseln in der Meerenge Bab al-Mandab zwischen Rotem Meer und Indischem Ozean.

## Geographie
Die Insel liegt etwa 10 km vor der Küste der Region Obock. Sie hat eine bizarre Form mit mehreren Landzungen und erreicht eine Höhe von 17 Metern (geonames: 2 m) über dem Meer. Sie ist von Riffen umgeben.